# Лобанов, Виктор Иванович
Ви́ктор Ива́нович Лоба́нов (14 февраля 1925, Спаспоруб, Автономная область Коми (Зырян) — 8 июля 1996, Сыктывкар) — старшина Рабоче-крестьянской Красной Армии, участник Великой Отечественной войны, Герой Советского Союза (1944).

## Биография
Виктор Лобанов родился 14 февраля 1925 года в селе Спаспоруб (ныне — Прилузский район Коми). После окончания девяти классов школы работал сначала в колхозе, затем техником в конторе связи. В ноябре 1942 года Лобанов был призван на службу в Рабоче-крестьянскую Красную Армию. С августа 1943 года — на фронтах Великой Отечественной войны.
К сентябрю 1943 года красноармеец Виктор Лобанов был разведчиком 1323-го стрелкового полка 415-й стрелковой дивизии 61-й армии Центрального фронта. Отличился во время битвы за Днепр. 27 сентября 1943 года Лобанов переправился через Днепр в районе хутора Змеи Репкинского района Черниговской области Украинской ССР и успешно установил связь с частями на плацдарме, после чего переправился обратно и доставил боевое донесение командование. Вернувшись на плацдарм, доставил радиостанцию и принял активное участие в обороне захваченных позиций, отразив 3 вражеские контратаки. Когда из строя выбыл командир группы бойцов, Лобанов заменил его собой.
Указом Президиума Верховного Совета СССР «О присвоении звания Героя Советского Союза генералам, офицерскому, сержантскому и рядовому составу Красной Армии» от 15 января 1944 года за «образцовое выполнение боевых заданий командования по форсированию реки Днепр и проявленные при этом мужество и героизм» красноармеец Виктор Лобанов был удостоен высокого звания Героя Советского Союза с вручением ордена Ленина и медали «Золотая Звезда» за номером 2967.
После окончания войны в звании старшины В. И. Лобанов был демобилизован. В 1956 году он заочно окончил Куйбышевский строительный институт. Проживал в Сыктывкаре, работал старшим инженером в лесопромышленном объединении. Скончался 8 июля 1996 года, похоронен на Краснозатонском кладбище Сыктывкара.

## Награды
- орден Отечественной войны 1-й (6.4.1985)[3] и 2-й (30.12.1943)[4] степеней,
- Герой Советского Союза (орден Ленина и медаль «Золотая Звезда»; 15.1.1944)[5],
- орден Красной Звезды (25.7.1944)[6],
- медали,
- Заслуженный работник народного хозяйства Коми АССР[1].

## Память
- Имя В. И. Лобанова носила пионерская дружина средней школы города Ухта[1].
- В селе Спаспоруб на доме, где родился В. И. Лобанов, установлена мемориальная доска[1].
- 25 июня 2015 года в аэропорту Сыктывкара самолёту ОАО «Комиавиатранс» L-410 (RA-67022) присвоено имя героя Советского Союза, Виктора Лобанова[7].